# Higueras (Villazón)
Higueras (auch: Higueras – de Higueras) ist eine Streusiedlung im Departamento Potosí im südamerikanischen Andenstaat Bolivien.

## Lage im Nahraum
Higueras liegt in der Provinz Modesto Omiste und ist der größte Ort im Cantón San Pedro de Sococha im Municipio Villazón. Die Ortschaft liegt auf einer Höhe von 2694 m am linken, westlichen Ufer des Río San Juan del Oro, einem Nebenfluss des Río Pilcomayo. Zu Higueras gehört die Bildungseinrichtung „Unidad Educativa Higueras“.

## Geographie
Higueras liegt im südlichen Teil der kargen Hochebene des bolivianischen Altiplano. Das Klima ist wegen der Binnenlage kühl und trocken und ein typisches Tageszeitenklima, bei dem die mittleren Temperaturschwankungen zwischen Tag und Nacht in der Regel deutlich größer sind als die jahreszeitlichen Schwankungen (siehe Klimadiagramm Tupiza).
Die Jahresdurchschnittstemperatur liegt bei 13 °C und schwankt nur unwesentlich zwischen 8 °C im Juni/Juli und 16 °C von Dezember bis Februar. Der Jahresniederschlag beträgt nur etwa 300 mm, mit einer stark ausgeprägten Trockenzeit von April bis Oktober mit Monatsniederschlägen unter 10 mm und einer nur schwach ausgeprägten Feuchtezeit von Dezember bis Februar mit 60–80 mm Monatsniederschlag.

## Verkehrsnetz
Higueras liegt in einer Entfernung von 356 Straßenkilometern südlich von Potosí, der Hauptstadt des gleichnamigen Departamentos, und sechzig Kilometer entfernt von der Grenze zu Argentinien.
Von Potosí aus führt die vom Titicacasee kommende Nationalstraße Ruta 1 nach Südosten und erreicht nach 37 Kilometern die Ortschaft Cuchu Ingenio. Hier zweigt die Ruta 14 ab, die in südlicher Richtung über Tumusla, Cotagaita und Hornillos nach 224 Kilometern die Stadt Tupiza erreicht. Von dort aus führt die Ruta 14 weiter über Suipacha, Yuruma und Mojo, vorbei an dem einen Kilometer abseits der Straße gelegenen Sagnasti zu dem elf Kilometer entfernten Cuartos und endet in Villazón an der argentinischen Grenze. Drei Kilometer vor Sagnasti zweigt eine unbefestigte Landstraße nach Osten von der Ruta 14 ab, folgt dem Flusslauf des Río San Juan del Oro auf der linken Flussseite und erreicht Higueras 21 Kilometer nach dem Abzweig.

## Bevölkerung
Die Einwohnerzahl der Ortschaft ist in dem Jahrzehnt zwischen den beiden letzten Volkszählungen um auf mehr als das Dreifache angestiegen:
| Jahr | Einwohner         | Quelle       |
| ---- | ----------------- | ------------ |
| 1992 | keine Detaildaten | Volkszählung |
| 2001 | 104               | Volkszählung |
| 2012 | 341               | Volkszählung |
| 2024 |                   | Volkszählung |

Die Region weist einen deutlichen Anteil an Quechua-Bevölkerung auf, im Municipio Villazón sprechen 37,8 Prozent der Bevölkerung Quechua.